# Павло Коханський
Павло Коха́нський (Пол Коча́нскі; пол. Paweł Kochański; англ. Paul Kochanski; нар. 14 вересня 1887, Одеса — пом. 12 січня 1934, Нью-Йорк) — польський скрипаль і диригент, який згодом став відомим музичним діячем в США.

## Життєпис
Народився в Одесі в бідній родині польських євреїв. Його батьків звали Джошуа Каган і Хана Смоленік.
Разом з братом Емілем, згодом віолончелістом, концертмейстером Варшавської філармонії та професором Варшавської консерваторії з 1894 року навчався у Еміля Млинарського в Одесі та Варшаві.
1901—1903 — концертмейстер у новоствореній Варшавській філармонії.
Від 1903 року навчався у Сезара Томсона в Брюссельській консерваторії, яку закінчив з відзнакою. Після закінчення навчання поїхав у концертне турне Європою.
1907 року повернувся до Варшави і зайняв посаду професора скрипки в консерваторії. Водночас не припиняв концертні гастролі, в тому числі до Берліна, Лейпцигa, Відня, Глазго, Единбурга, Лондона, Санкт-Петербурга.
1916—1918 р. — професор Петербурзької консерваторії.
Восени 1918 року він на запрошення Р. Глієра переїхав до Києва, де викладав у Київській консерваторії (1919—1920) та дав майже 90 концертів. У Києві виступав з Симфонічним оркестром імені М. В. Лисенка під управлінням Р. Глієра.
З кінця 1919 року виступав з концертами у Варшаві, Кракові, Львові.
У травні 1920 ненадовго переїхав в Західну Європу, виступав у Парижі, Лондоні та Брюсселі.
У січні 1921 року поїхав виступати у США, де 1924 року оселився на постійне місце проживання. Там він став професором Джульярдської школи у Нью-Йорку.
Йог репертуар охоплював майже всю скрипкову літературу — від ранніх до найсучасніших творів. Він був автором транскрипцій скрипкових творів, в тому числі Кароля Шимановського, Жоржа Бізе, Мануеля де Фалья, Моріса Равеля, Фридерика Шопена, Франца Шуберта та Олександра Скрябіна.
Скрипкові твори Кароля Шимановського були створені за значної допомоги Коханського, який залучив композитора-піаніста до використання можливостей скрипкової техніки.
Як камерний музикант виступав зокрема з Артуром Рубінштейном, Каролем Шимановським та Пабло Касальсом.